# Vodní nádrž Lipno

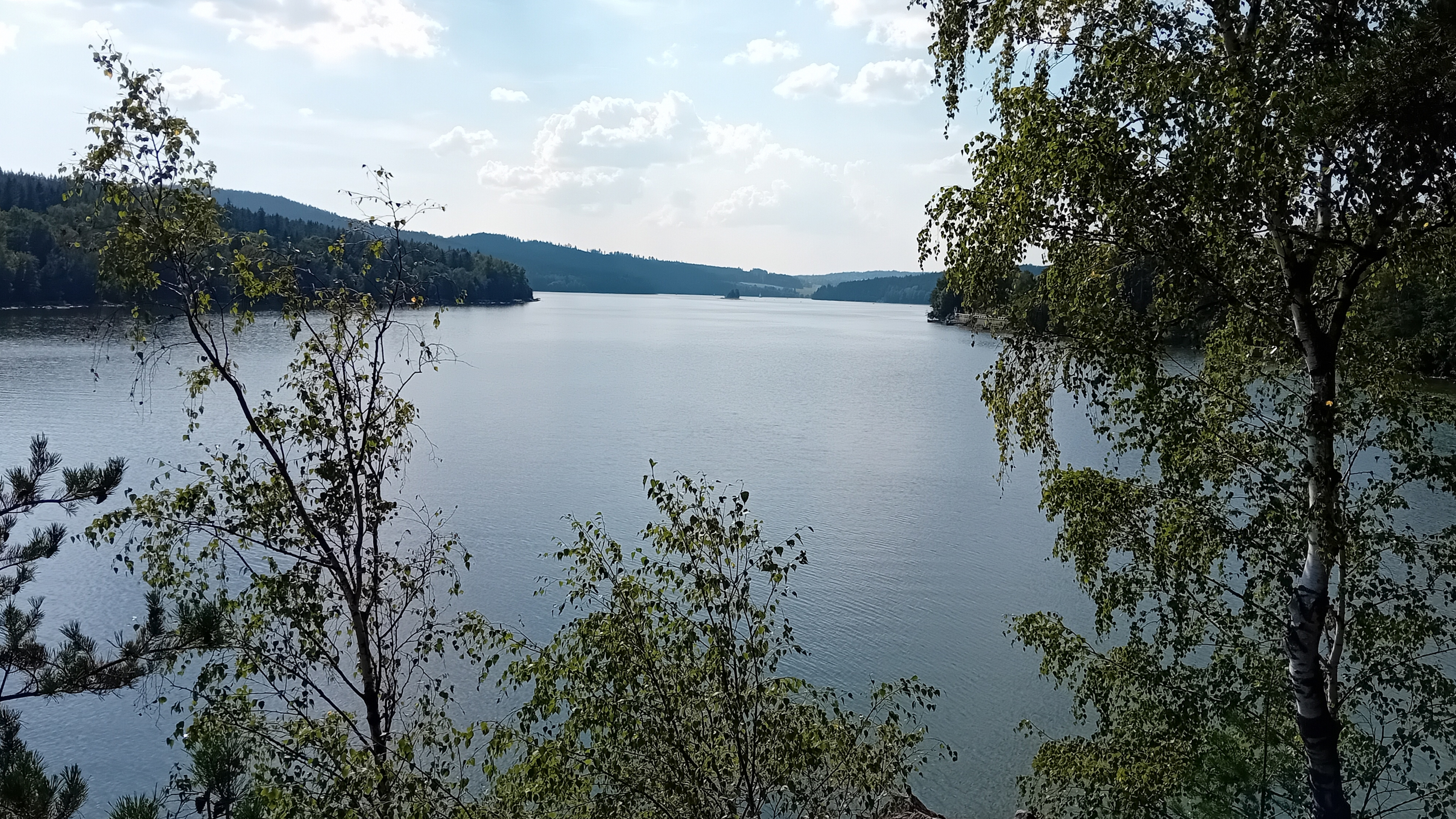
Vodní nádrž Lipno

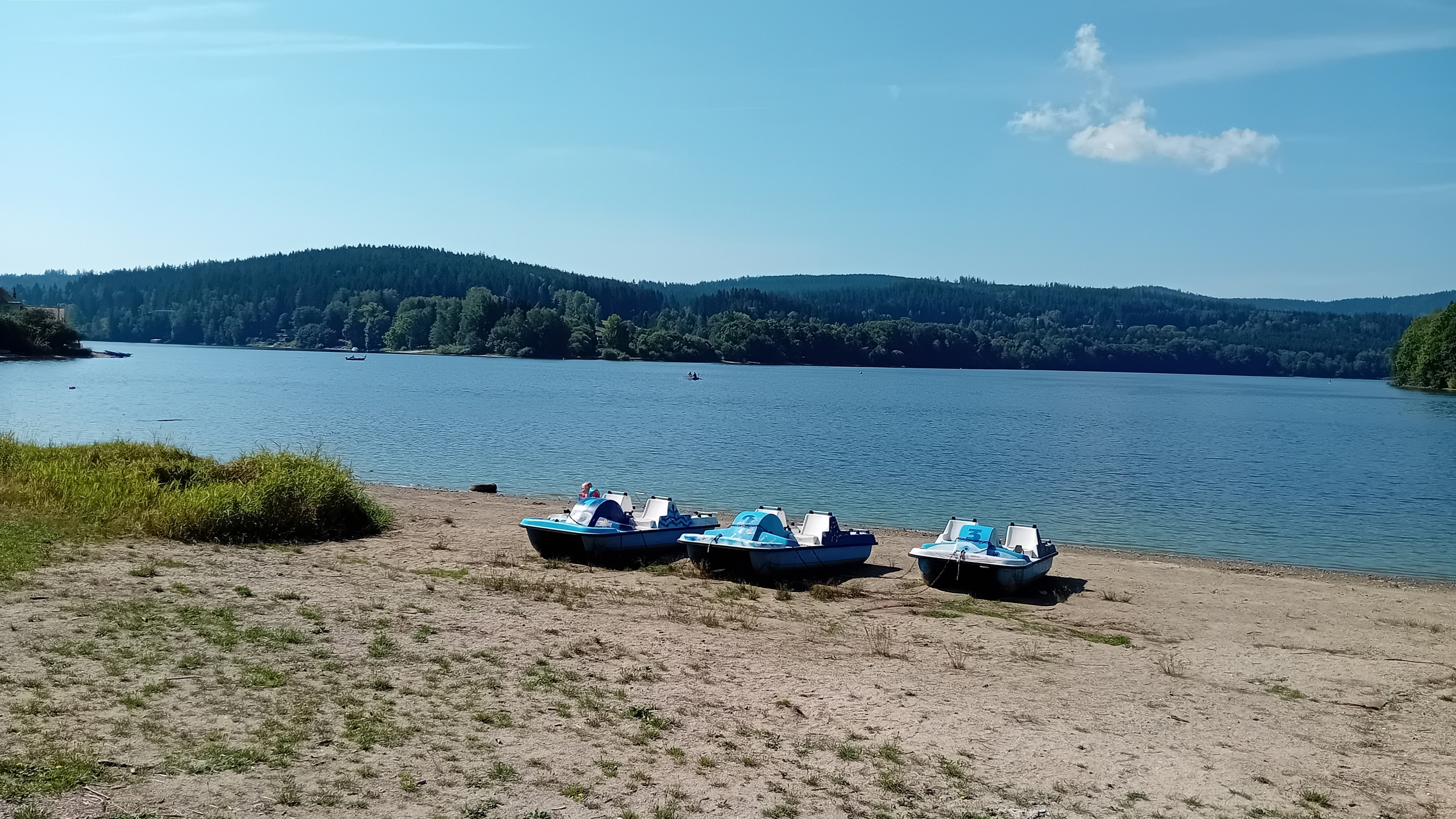
Pláž lipenské přehrady poblíž Frymburku

Lipno, Údolní nádrž Lipno, Lipno I či lipenská přehrada je přehradní nádrž vybudovaná na řece Vltavě v Jihočeském kraji v letech 1952–1959. S rozlohou 48,7 km² jde o největší přehradní nádrž a také o největší vodní plochu na území České republiky vůbec (díky čemuž bývá také občas označována za jihočeské moře). Délka vzdutí dosahuje 42 km, nejširší je u Černé v Pošumaví, kde se rozlévá až na 5 km. Na pravobřežní straně sahá až k hranicím s Rakouskem.

## Historie

### Plány
Historie Lipenské přehrady začala při velkých povodních v roce 1890. Jako reakci vydal inženýr Daniel brožuru, ve které poprvé zmínil zřízení menších přehrad po toku Vltavy pro zadržení povodní a záplav, které sužovaly města již dlouhá léta. Myšlenkou se dále zabýval sněm království Českého a stavební rada Jan Jirsík v roce 1899 navrhl výstavbu několika přehrad. Došlo i k projednávání tohoto projektu, ale zemědělci nebyli ochotni prodat své pozemky.
K budování povzbudily další povodně v roce 1920, v roce 1930 vznikaly konkrétní projekty pro budování nové přehrady na Lipně. Nepodařilo se ale zakoupit pozemky na zatopení a přišla válka. Po Druhé světové válce, odsunutí Němců a znárodnění loučovických papíroven došlo k posunu. Vznikl projekt dnešní podoby, včetně vodní elektrárny.

### Výstavba
Výstavba přehrady začala v roce 1952 a trvala do roku 1958. Byla unikátní svým rozsahem i použitím nových technologií. Pro zatopení se musela přizpůsobit krajina. Od začátku stavby probíhalo hloubení různých šachet, lámání skal pro těsnicí clony a gravitační blok přehrady. Bylo vykáceno 1670 ha lesů a 86 ha dalších ploch včetně roztroušené zeleně a různých keřů. Získáno bylo 300 000 m³ dřevní hmoty. Zatopeny byly také obce, osady, cesty a železniční tratě (detailně v sekci zaniklá sídla a stavby).
Mezi lety 1953 a 1956 se razil odpadní tunel dlouhý 3,6 km. Ten převádí vodu od vodní elektrárny do vyrovnávací přehrady Lipno II. V říjnu 1956 začal pražský Energovod montáž stokilovoltové rozvodny a práce se začaly přesouvat do podzemí. V polovině ledna 1957 byl zahájen výlom skály v podzemí a na vyšebrodské „vyrovnávačce“ byla zahájena montáž generátoru turbíny. Dne 26. června 1958 byl dobetonován poslední blok hráze a byla dorovnána na úroveň vozovky. Bylo spotřebováno 14 000 m³ betonu a 1000 m³ ocelové výztuže, přibližně 300 tun strojního zařízení. Dne 1. září téhož roku stavaři předali stavbu montérům Elektrostroje Brno pro výstavbu elektrárny. Již po půl měsíci byly tyto práce dokončeny.
V únoru 1958 byla přehrada napuštěna. Stala se tak v časovém sledu po Vraném, Štěchovicích a Slapech čtvrtým stupněm Vltavské kaskády. Dne 15. června 1959 poprvé voda roztočila turbíny vodní elektrárny, kdy rotor o hmotnosti 350 tun začal vyrábět elektřinu.

#### Kauza Zenáhlík a Behenský
V roce 1953 zjistili pracovníci komunistické tajné policie StB, že v prostoru výstavby přehrady Lipno je v provozu ilegální „imperialistická“ vysílačka. Byl obviněn MUDr. Josef Zenáhlík a inženýr stavby přehrady Antonín Behenský z „protistátní skupiny Zenáhlík“ stavící se proti novému komunistickému režimu v zemi od roku 1948. Při výslechu, vedeném tehdy obvyklými metodami StB, se MUDr. Zenáhlík přiznal, že spolupracoval s francouzskou rozvědkou. Zenáhlík byl při soudním řízení v roce 1954 odsouzen na 14 let vězení a Behenský na 2 roky pro „ohrožení státního tajemství“. V roce 1968 byly ale znovu Krajským soudem přezkoumány soudní spisy a rozsudek z roku 1954 byl v plném rozsahu zrušen.

### Útěky
Dne 17. srpna 1975 v prostoru lipenské přehradní nádrže došlo k incidentu mezi osádkou německého vrtulníku převážejícího východoněmecké uprchlíky za železnou oponu s příslušníky Československé armády. Vzhledem k faktu, že se jednalo již o třetí útěk za hranice provedený tímto způsobem v prostoru lipenské přehrady, zřídila Protivzdušná obrana státu v prostoru Dolní Vltavice vidovou hlásku. Při příletu vrtulníku zahájila skupina vojáků palbu ze samopalu jak po pilotovi vrtulníku, tak i po skupině uprchlíků. Jedna z prchajících a pilot vrtulníku byli při zásahu postřeleni, pilot však i přes svá zranění zvládl vzlétnout a opustil území republiky se třemi uprchlíky na palubě. Uprchnout se nepodařilo starší ženě (matce od rodiny), na zemi zůstal i polský pomocník pilota. Krajský soud v Českých Budějovicích je 14. října téhož roku odsoudil na 3, resp. 6 let odnětí svobody nepodmíněně a k následnému vyhoštění z republiky.

### 2000–současnost
V roce 2004 prošla hráz Lipenské přehrady rekonstrukcí, opravoval se most přes přeliv. Po více než 50 letech mezi roky 2012 až 2014 získala elektrárna obě nové turbíny. Jedna vyšla na 220 milionů korun. Od roku 2016 probíhá historicky největší modernizace vodní elektrárny, která zvýší její účinnost o přibližně 4 %.

## Popis

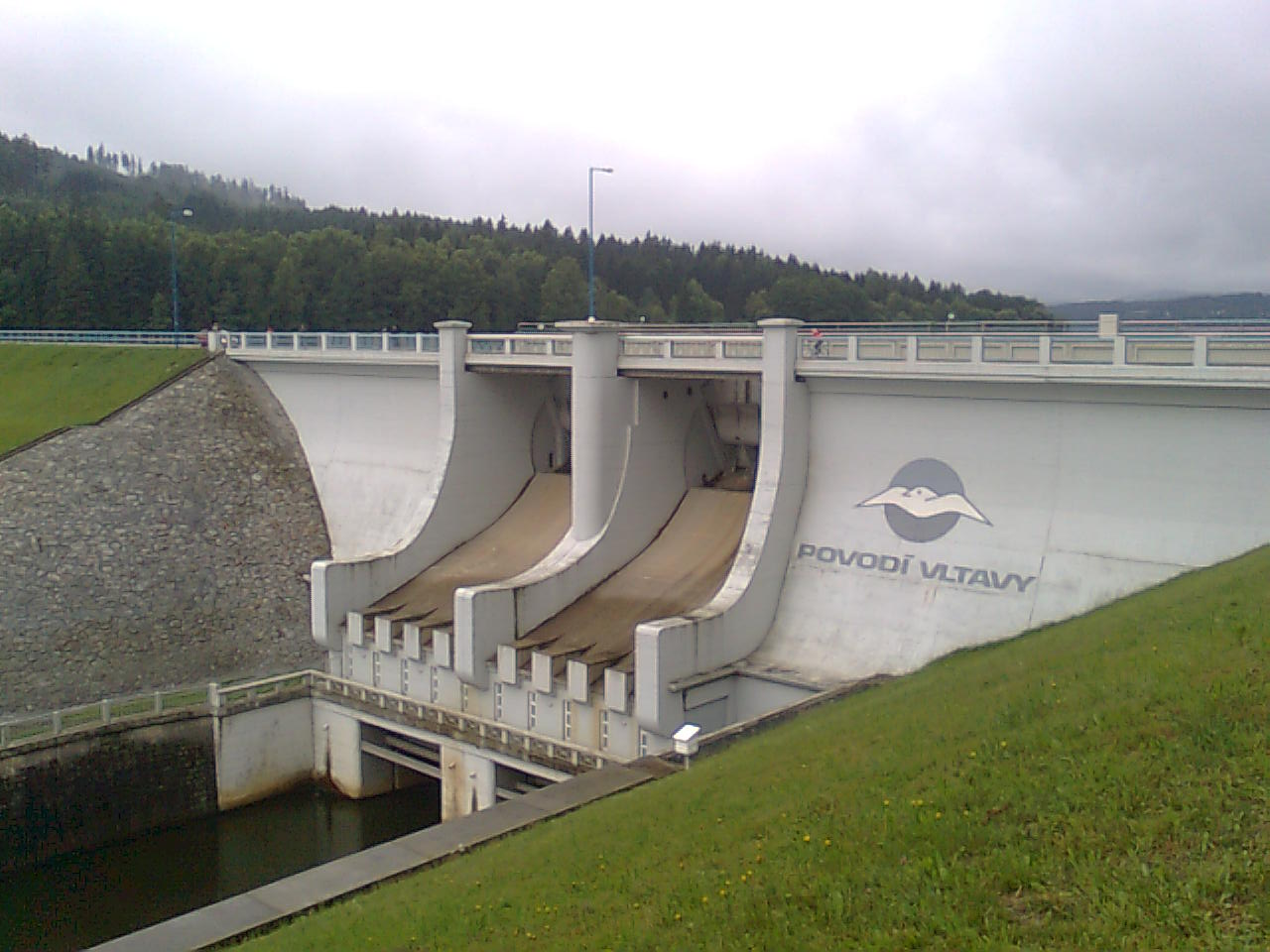
Přehradní hráz Lipno, 2011

### Hráz
Sypaná hráz s těsnicím jádrem se nachází v blízkosti obce Lipno nad Vltavou. Její výška je 25 m, délka 296 m. Je vybavená 60 tun (včetně betonu 230 tun) těžkými ocelovými kesony proti prosaku vody a betonovými výpustěmi. Koruna hráze se nachází v nadmořské výšce 729 m. Po hrázi vede dvouproudá komunikace spojující Lipno nad Vltavou s Vyšším Brodem.

### Elektrárna
Před samotnou hrází zatéká voda do vodní elektrárny Lipno I. Její hlavní budova stojí necelých 200 metrů pod přehradou. Je vybavena dvěma Francisovými turbínami o výkonu po 60 MW. Vltava tu nemá dostatečný průtok aby dlouhodobě napájela elektrárnu na plný výkon. Elektrárna proto slouží primárně jako špičková.

### Ostrovy
Na nádrži se nacházejí celkem čtyři stálé ostrovy. Největší ostrov – Tajvan, má za běžných podmínek obvod 715 metrů, nachází se v zadní části přehrady u Černé v Pošumaví. Poblíž něj se nachází druhý ostrůvek, ten má obvod přibližně 140 m. Blíže u přehrady u obce Lipno nad Vltavou se nachází Králičí ostrov, který od roku 2010 přes léto obývají králíci a morčata. Jeho obvod za normálních podmínek činí 160 metrů. Čtvrtý ostrov se nachází v zátoce u Černé v Pošumaví, jeho obvod je přibližně 90 metrů.

## Využití
Lipno je významnou lokalitou pro rekreační pobyt u vody, vodní sporty. Dále jde díky vodní elektrárně Lipno I o zdroj elektrické energie. Do roku 2014 bylo Lipno také zdrojem pitné vody. Poslední obcí, která přestala vodu z přehrady odebírat, byly Loučovice. Díky tomu mohly být na Lipně povoleny také lodě se spalovacím motorem do výkonu 10 kW, ty zde začaly jezdit v roce 2015.
Lipenská přehrada je významným místem pro sportovní rybolov. Ryby se loví celoročně, ty dravé mezi 16. červnem až 31. prosincem. K sportovnímu rybaření na Lipně je třeba povolenka. V Lipně se vyskytuje velké množství druhů ryb – kapři, sumci, štiky, candáti, líni a okouni. Přehrada nikdy nebyla vypuštěna a tak zde ryby dorůstají velikých rozměrů.

### Zadržování vody

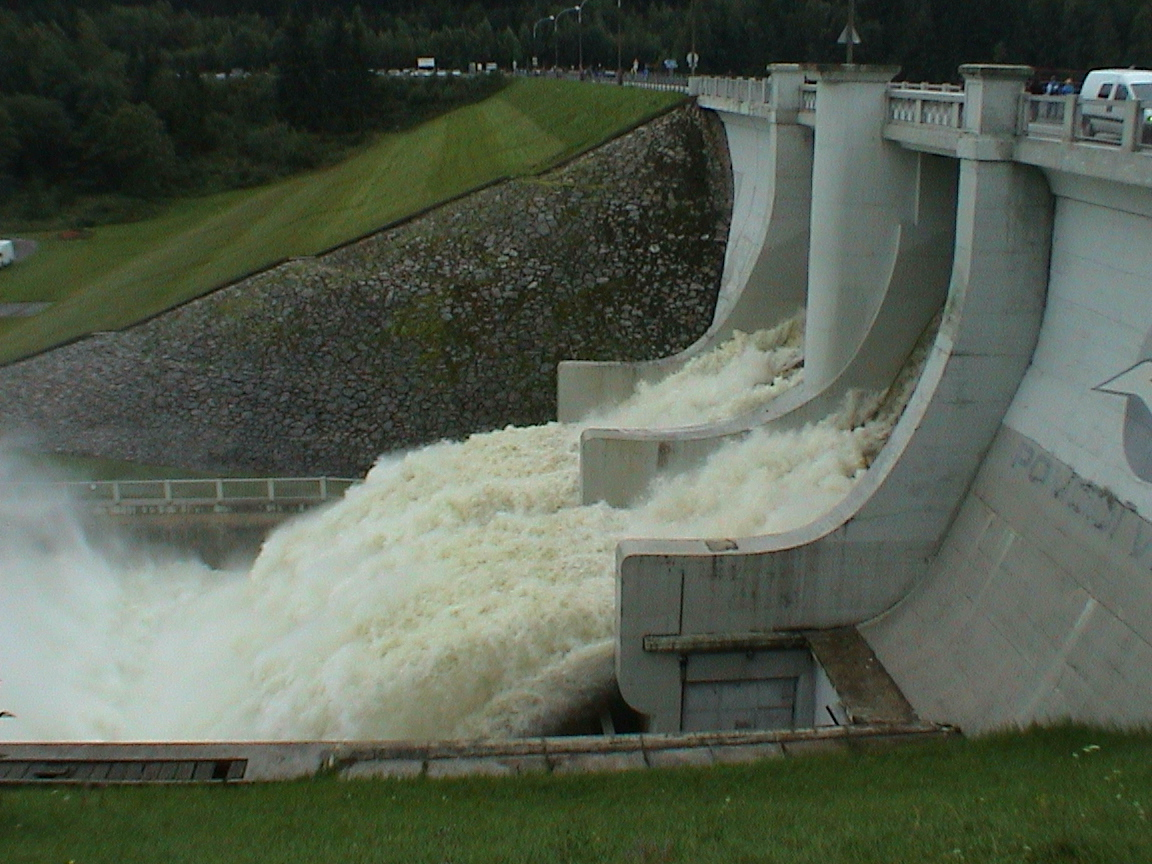
Hráz Lipna při povodních v Česku 2002, otevřené betonové výpustě

Stále udržovaný retenční prostor vodní nádrže Lipno (bezpečnostní rezerva pouze pro případ povodní) má objem asi 12 mil. m3 vody. Vypuštěním zásobního prostoru nádrže lze zvýšit retenční kapacitu nádrže na maximálně 186 148 000 m3. To se však nedělá, neboť by to bylo v rozporu s dalšími úlohami nádrže.
Při zničujících povodních v srpnu 2002 Lipno udržovalo ve dnech 8.–11. srpna průtok pod hrází do 70 m3·s−1. Poté přišla nepříznivá předpověď pro následující dny, kdy se odtok zvýšil na 80 m3·s−1. Dne 12. srpna bylo nuceno zvýšit odtok na 190 m3·s−1, aby prodloužilo dobu do dosažení maximální retence. Zároveň tím mělo dojít k omezení možnosti setkání dvou povodňových vln pod hrází. Dne 13. srpna už odtok z nádrže dosahoval 320 m3·s−1, zatímco přítok byl 470 m3·s−1. Přitom průtok, který nepůsobí problémy v Českém Krumlově, je 90 m3·s−1. Naproti tomu při jarních povodních v roce 2006, které byly očekávány, mělo Lipno připravenu rezervu asi 150 milionů m3 vody, a povodeň bez potíží pojalo. Při povodních v roce 2013 byla přehrada naplněná na 95 %, při začátku částečně eliminovala první povodňovou vlnu.

### Turismus

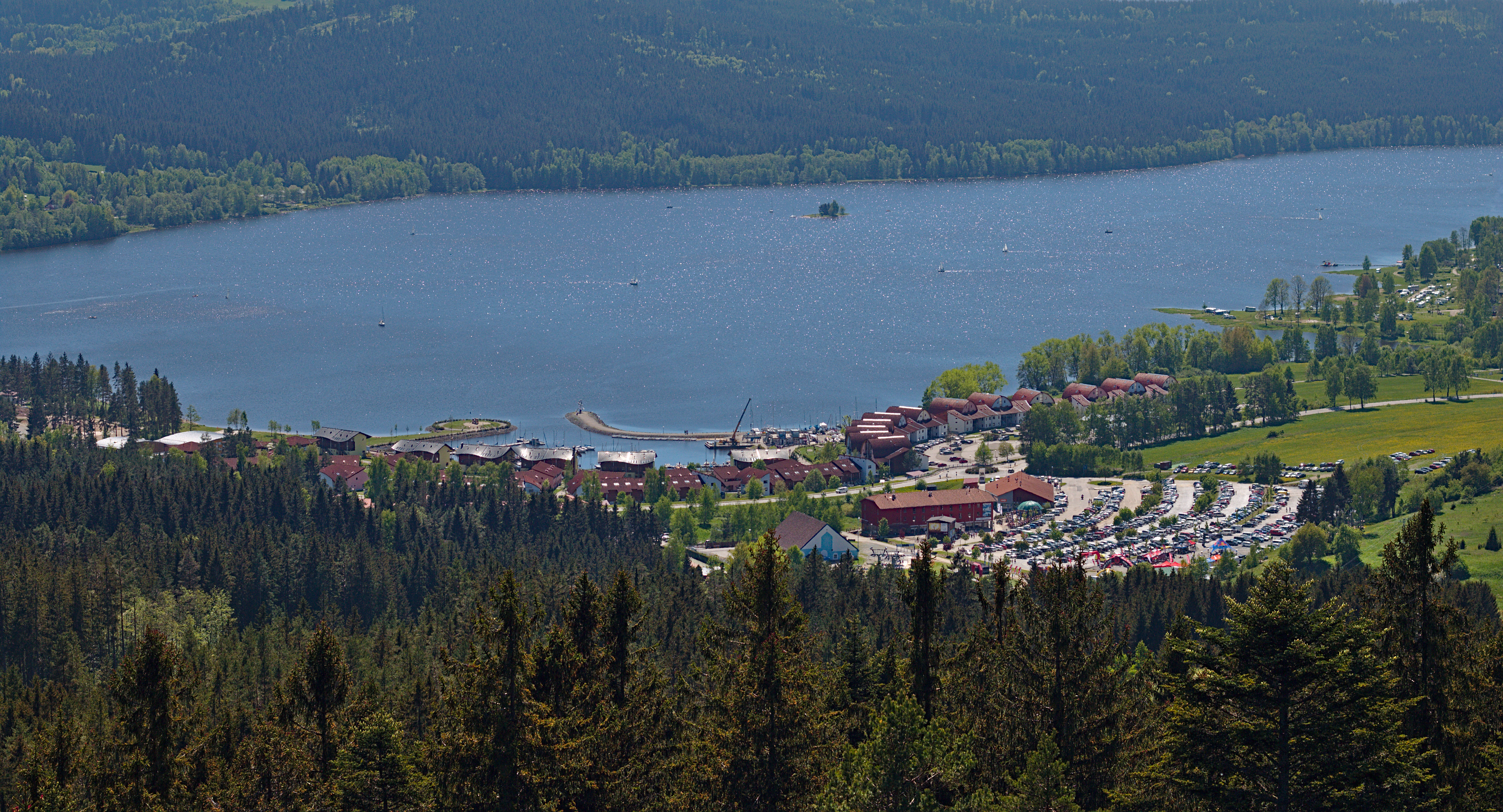
Rekreační komplex Marína v Lipně nad Vltavou

Lipno se stalo po vystavení díky nedotčené přírodě a velké nabídce aktivit také významným turistickým cílem. Po pádu komunistického režimu v roce 1989 zde bylo vybudováno množství různých resortů, hotelů a kempů. V Lipně nad Vltavou je postavena například bobová dráha, lanový park, na kopci Kramolín je Stezka korunami stromů Lipno.

### Sport

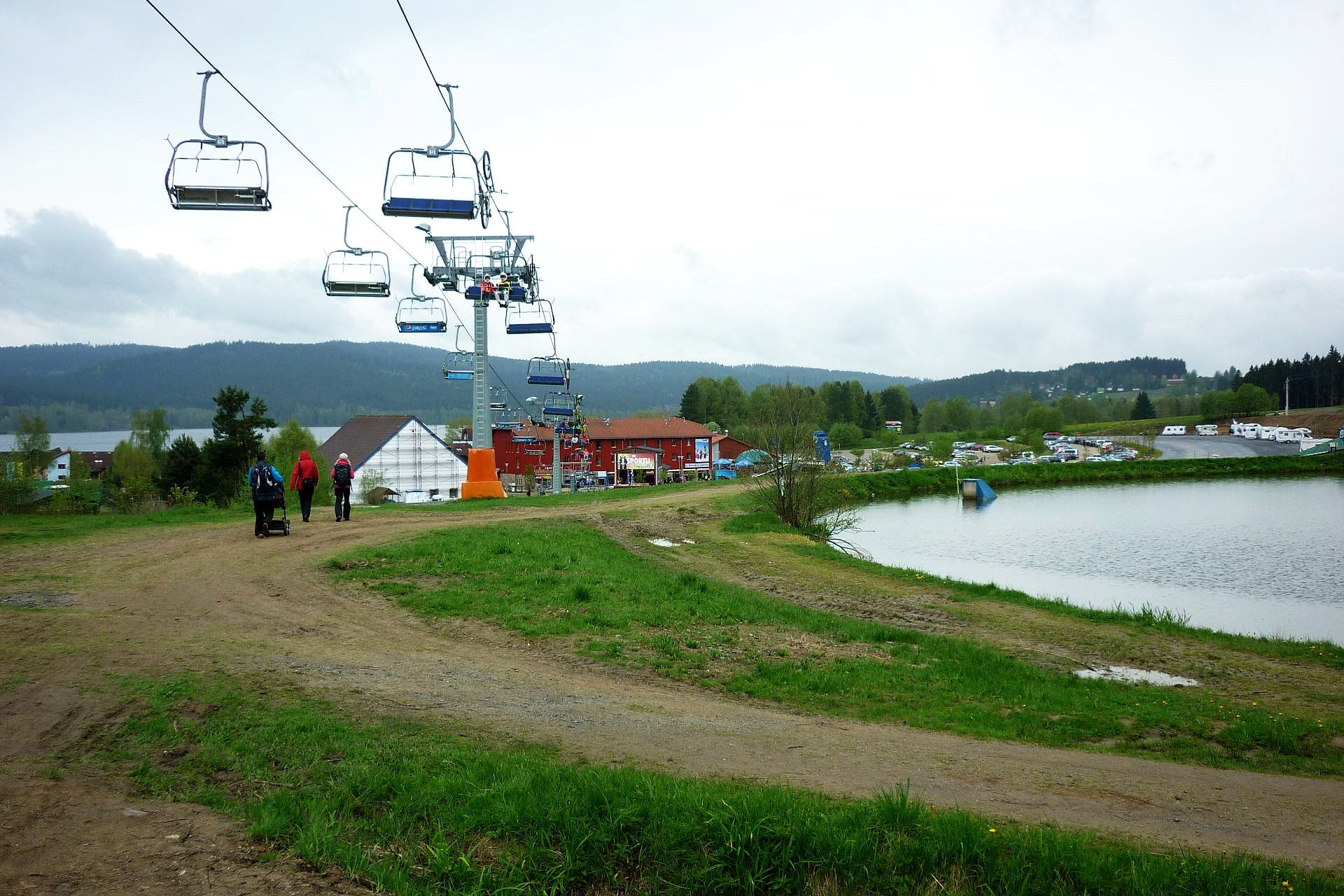
Lanová dráha vedoucí z obce Lipno nad Vltavou na kopec Kramolín, v zimě funguje pro lyžaře a v létě pro turisty navštěvující například Stezku korunami stromů

Na jezeru už se konalo několik národních i mezinárodních pohárů ve vodních sportech. Kromě toho se konají soutěže také pod výpustí přehrady, kde je ideální prostředí pro vodní slalom, rafting a podobné sporty. V roce 1967 se zde konalo Mistrovství světa ve vodním slalomu, v roce 2003 Mistrovství světa v raftingu (WRC). Od roku 2003 se Česko pokoušelo stát pořadatelem pro letní olympijské hry 2016 či 2020. Protože v Praze by pro některé sporty nebylo zázemí, plánovalo se, že by se některé sporty provozovaly na Lipně.
Kolem nádrže hojně sportují turisté a návštěvníci této oblasti. Je zde postaven systém pěti navzájem propojených cyklotras značených dle celostátní metodiky Klubu českých turistů (trasy č. 1019, 1020, 1021, 1022, 1033). Hlavní cyklotrasou je takzvaná Lipenská magistrála či stezka „Jezerní" postavená podél pravého břehu, s délkou celkem 58,5 km spojuje Novou Pec, Horní Planou, Černou v Pošumaví, Frymburk, Lipno nad Vltavou, Loučovice a Vyšší Brod.
Hladina lipenského jezera se také využívá k řadě vodních sportů. Kromě koupání jsou zde provozovány kánoe, jachting, jízdy na katamaránech, windsurfing, kiteboarding či paddleboarding. Na hladině se při větrů v nejširších místech tvoří až 2 metry vysoké vlny. K dispozici je například i aquapark v Lipně nad Vltavou. Pokud jsou v zimě ideální podmínky, na zamrzlé hladině se bruslí. Nachází se zde nejdelší bruslařská dráha na světě dlouhá necelých 11 kilometrů. Kolem Lipna se také lyžuje, například na kopci Kramolíně.
Během Letní olympiády 2016 v Riu de Janeiru se v okolí nádrže nacházel rozsáhlý Olympijský park Rio-Lipno, podporovaný Českým olympijským výborem. Jeho centrum bylo přímo v Lipně nad Vltavou, další části v sedmi obcích kolem Lipna. Návštěvníci si mohli vyzkoušet přibližně 30 olympijských sportů, fandit a využít další atrakce. Celkově ho navštívilo přes 400 000 lidí. Pod náměstím v Lipně nad Vltavou byl vykácen les vedoucí až k vodě, zde se nacházela velká část Olympijského parku.

## Doprava

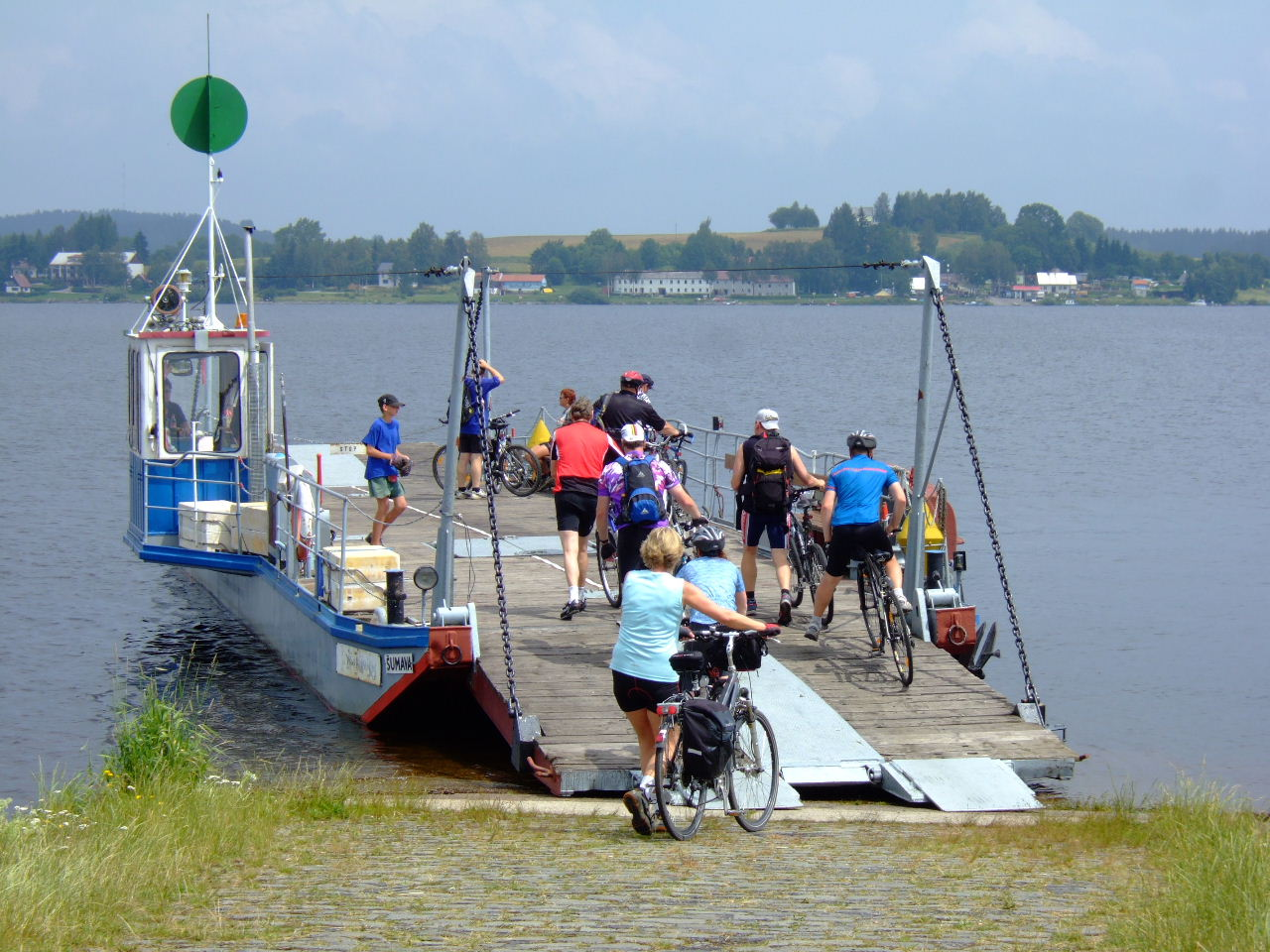
Přívoz Kyselov – Dolní Vltavice přes Vodní nádrž Lipno, 2006

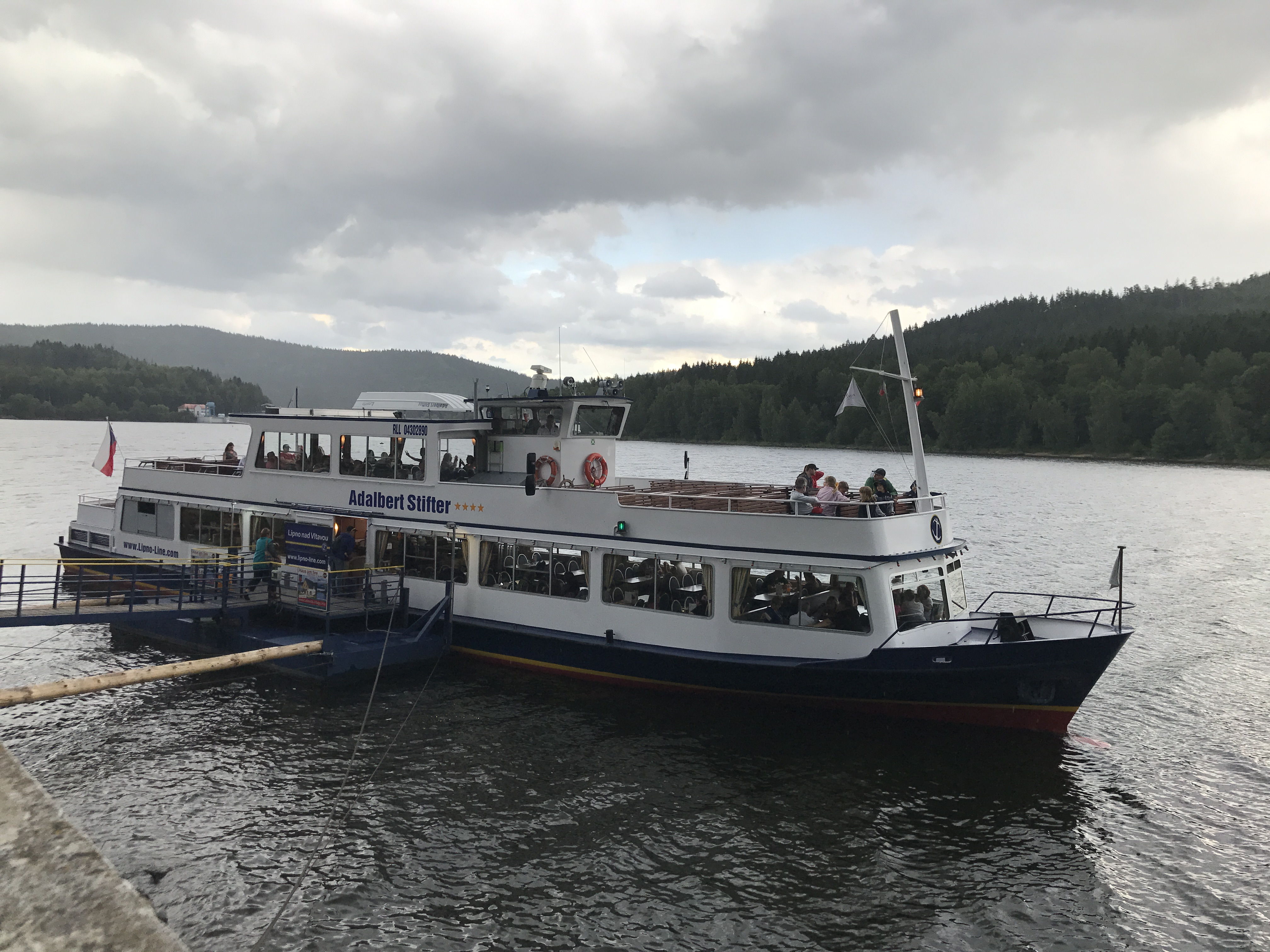
Kotvící turistická loď Adalbert Stifler u přehrady, pojmenovaná po Adalbertu Stiflerovi

Nádrž Lipno přetíná 42 kilometry šumavskou krajinu. Přes Lipno nebyla postavena žádná komunikace (až na dvě přemostění u přítoku a silnici přes hráz), silnice tak nahrazují přívozy. Fungují zde následující (všechny jsou sezónní, zpoplatněné, seřazeno od hráze):
- Frymburk – Frýdava
- Hrdoňov – Svatý Tomáš (pouze pro cyklisty)
- Dolní Vltavice – Kyselov
- Horní Planá – Bližší Lhota

Kromě přívozů zde funguje také osobní lodní doprava jedoucí po délce Lipna. Lze využít jako linková i okružní. Funguje sezónně, jezdí až několikrát denně. Na linkách se střídají tři lodi, největší Adalbert Stifter s kapacitou 250 lidí a poté dvě menší pro 170 lidí. Jízda mezi Lipnem nad Vltavou a Frymburkem trvá přibližně 30 minut.
- Lipno nad Vltavou – Frymburk – okruh – Frymburk – Lipno nad Vltavou

Návštěvníci se po Lipně mohou dopravovat také sami. Buď na menších plavidlech, pramicích, plachetnicích či motorových člunech. Na provoz zde dohlíží policie, ta zde má celkem dvě lodi. Dohlíží na výkon motorů (maximální povolený je 10 kW) a dodržování dalších pravidel.
U nádrže se nachází dvě železniční tratě. První je trať Rybník – Lipno nad Vltavou, která končí přímo pod přehradou a umožňuje s jedním přestupem spojení do Českých Budějovic či rakouského Lince. Druhou je trať České Budějovice – Černý Kříž, jež zastavuje například v Černé v Pošumaví či v Horní Plané.

### Plány
Existují plány na překlenutí Lipna, které by umožnily lepší propojení obcí u Lipna s Rakouskem a zdejším lyžařským centrem na Smrčině. Byla plánována lanovka z Nové Pece u Lipna na horu Hraničník na česko-rakouském pomezí, ta by ale musela zahrnovat i evakuační pruh, který by však narušil nejpřísněji chráněnou přírodu v NP Šumava. Diskutuje se také o postavení mostu mezi Horní Planou a Bližší Lhotou, kde jezdí přívoz. Takový most by byl delší než 500 metrů a vyšel by na půl miliardy korun, zkrátil by cestu o 18 km. Nevýhoda je, že za Bližší Lhotou není kvalitní infrastruktura která by na nový most navazovala a musely by se tedy investovat další peníze.
V plánu je také nové železniční spojení obcí kolem Lipna, součást projektu Šumavské elektrické dráhy. Toto je plánovaná trasa: Lipno nad Vltavou (obec) – Skiareál Lipno – Kobylnice – U Skalky – Frymburk – Frymburk (wellness) – Lojzovy Paseky – Hrdoňov – Hruštice – Kovářov – Dolní Vltavice – Radslav – Jestřábí – Černá v Pošumaví.

## Příroda
Většina Lipenské přehrady leží uvnitř Chráněné krajinné oblasti Šumava. Kolem břehů se nachází smíšené lesy skládající se z buků, jedlí, smrků a dalších stromů. Lipenská květena a rostlinstvo je charakteristickou ukázkou středohorské středoevropské flóry a vegetace. Ve vodě plavou kapři, sumci, štiky, candáti, líni a okouni. Byla zde chycena štika vážící 25,40 kg. Zdejší sumci žijí blíže u přehrady a dorůstají délky až dvou metrů.
Před výstavbou přehrady pokrývaly více než 90 % dnešní zaplavené plochy lesy, zbytek různé křoviny, louky, rozšířená byla také rašeliniště. Řeka protékala údolím řadou meandrů.

## Zaniklá sídla a stavby

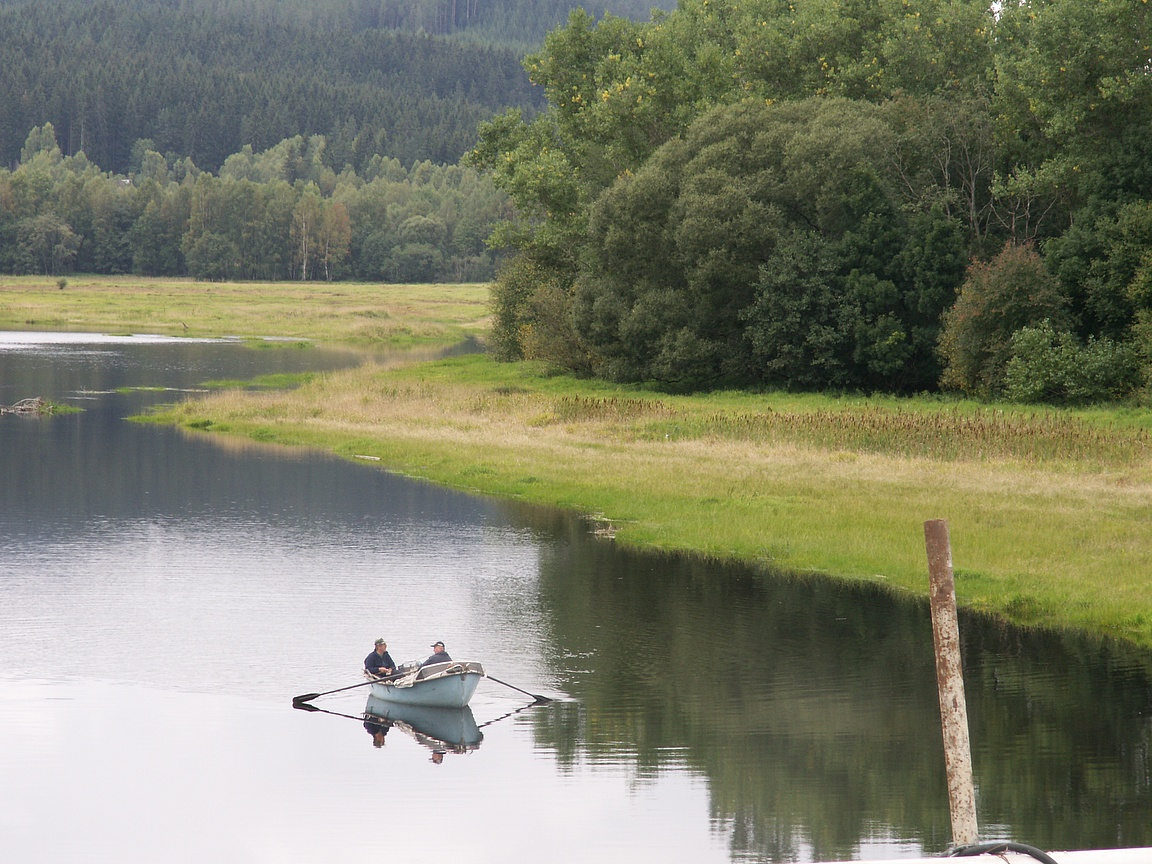
Lipenská krajina u Nové Peci, 2007

Kvůli výstavbě Lipna zaniklo či bylo přesunuto mezi roky 1950 až 1958 mnoho lidských osad a obcí. Celkově jich ubylo 89, zanikaly nejen obce v zátopovém území nové přehrady. Mnoho především německých obyvatel se odsud odstěhovalo úplně při odsunutí Němců po 2. světové válce.
Kromě celých sídel zaniklo několik dalších staveb. Zaniklo nespočet cest a silnic, musela být přeložena část železničních tratí České Budějovice - Černý Kříž (mezi Černou v Pošumaví a Novou Pecí) a Rybník - Lipno nad Vltavou (mezi Loučovicemi zastávka a Lipnem nad Vltavou). Dále pod vodou zmizelo několik hřbitovů, mlýnů i kostelů, špička toho v Dolní Vltavici koukala ještě po zaplavení z vody. U Černé v Pošumaví byl ponořen také grafitový důl.
Částečně zanikly následující obce či osady:
- Černá v Pošumaví (zanikla část původní výstavby)[29]
- Dolní Vltavice (zanikla část původní výstavby)[29]
- Frymburk (zanikla většina původní výstavby)
- Frýdava (zanikla většina původní výstavby)
- Jenišov (nad přehradou byla vystavěna stejnojmenná osada, poblíž Horní Plané)
- Jestřábí (nad přehradou byla vystavěna stejnojmenná osada, poblíž Černé v Pošumaví)
- Lipno (německy Lippen) – obec hned u hráze, zde bylo zatopeno přibližně 700 obyvatelných i neobyvatelných objektů, obyvatelé byli přesunuti do nových panelových domů výše na kopci a byla založena nová obec Lipno nad Vltavou.[30]
- Nové Domky (zanikla většina původní výstavby)

Zcela zanikly následující obce a osady:
- Kyselov, Horní Borková, Hory, Hrdoňov, Hruštice, Hůrka, Lojzova Paseka, Lužní závod, Prámské Dvory, Rybářské Domky, Zadní Výtoň (zanikla, dnes Přední Výtoň)